# Agustín Ibarrola

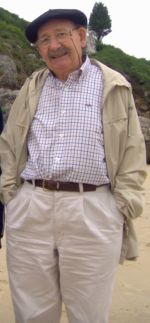
Agustín Ibarrola (2005)

Agustín Ibarrola Goicoechea (* 18. August 1930 in Basauri, Bizkaia; † 17. November 2023 in Galdakao, Bizkaia) war ein spanisch-baskischer Maler und Bildhauer. Neben Eduardo Chillida und Jorge Oteiza zählt er zu den bedeutendsten baskisch-spanischen Bildhauern der Gegenwart.

## Leben
Ibarrola begann mit 16 Jahren als Autodidakt. Mit 18 Jahren erhielt er ein Stipendium, mit dessen Hilfe er in Madrid bei dem Maler Daniel Vázquez Díaz studieren konnte und den Kubismus für sich entdeckte. Während eines längeren Aufenthalts in Paris wandte er sich im Rahmen der Künstlergruppe „Equipo 57“ dem Konstruktivismus zu. Nach Spanien zurückgekehrt, engagierte er sich in der (von General Francisco Franco verbotenen) Kommunistischen Partei Spaniens und wurde wegen dieser politischen Aktivität mehrfach inhaftiert. Im Jahre 1964 wurden seine Bilder in London ausgestellt, wo man ihn mit dem Goya der „Schrecken des Krieges“ verglich. In den 1980er-Jahren zog er sich auf seinen Bauernhof in der Nähe von Gernika zurück und begann sich auf die Herstellung von Skulpturen zu konzentrieren.
Agustín Ibarrola verstarb im November 2023 in Galdakao, Bizkaia im Alter von 93 Jahren.

## Werke
Zu seinen bekanntesten Motiven als Bildhauer gehört der Bemalte Wald. Zunächst bemalte er lebende Bäume im Wald von Oma in der Nähe seines Wohnsitzes bei Gernika. Später schuf er in Salamanca gemeinsam mit Studierenden der Fakultät der Bildenden Künste der dortigen Universität durch Bemalen vertrockneter Ulmen den Verzauberten Wald und bald darauf den Wald der Totems (in einer Bahnstation in Madrid). Weitere Beispiele für Großskulpturen von Ibarrola sind seine Würfel der Erinnerung im Hafen von Llanes und seine aus einhundert Eisenbahnschwellen hergestellte Installation Totems auf der Halde Haniel im Ruhrgebiet. Ibarrola hat sich seit den 1990er-Jahren kritisch mit dem Terrorismus der ETA auseinandergesetzt, unter anderem als Mitgründer der Bewegung ¡Basta Ya! (Jetzt ist es genug!). Im Jahre 1993 kam es zu Attentaten von ETA-Anhängern auf seinen Wald von Oma, wobei die Rinde von ca. 100 Bäumen beschädigt wurde.

### Bemalter Wald

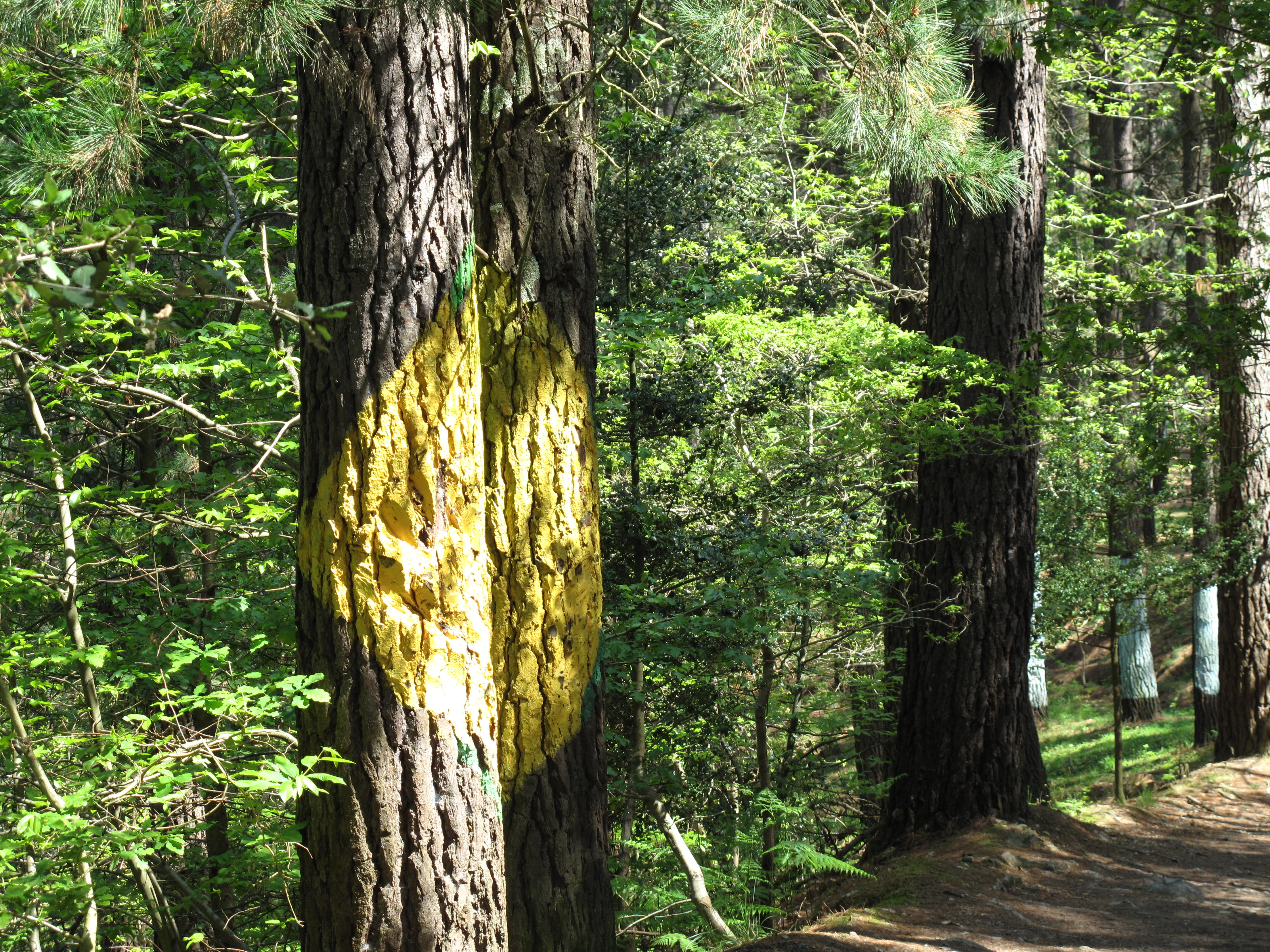
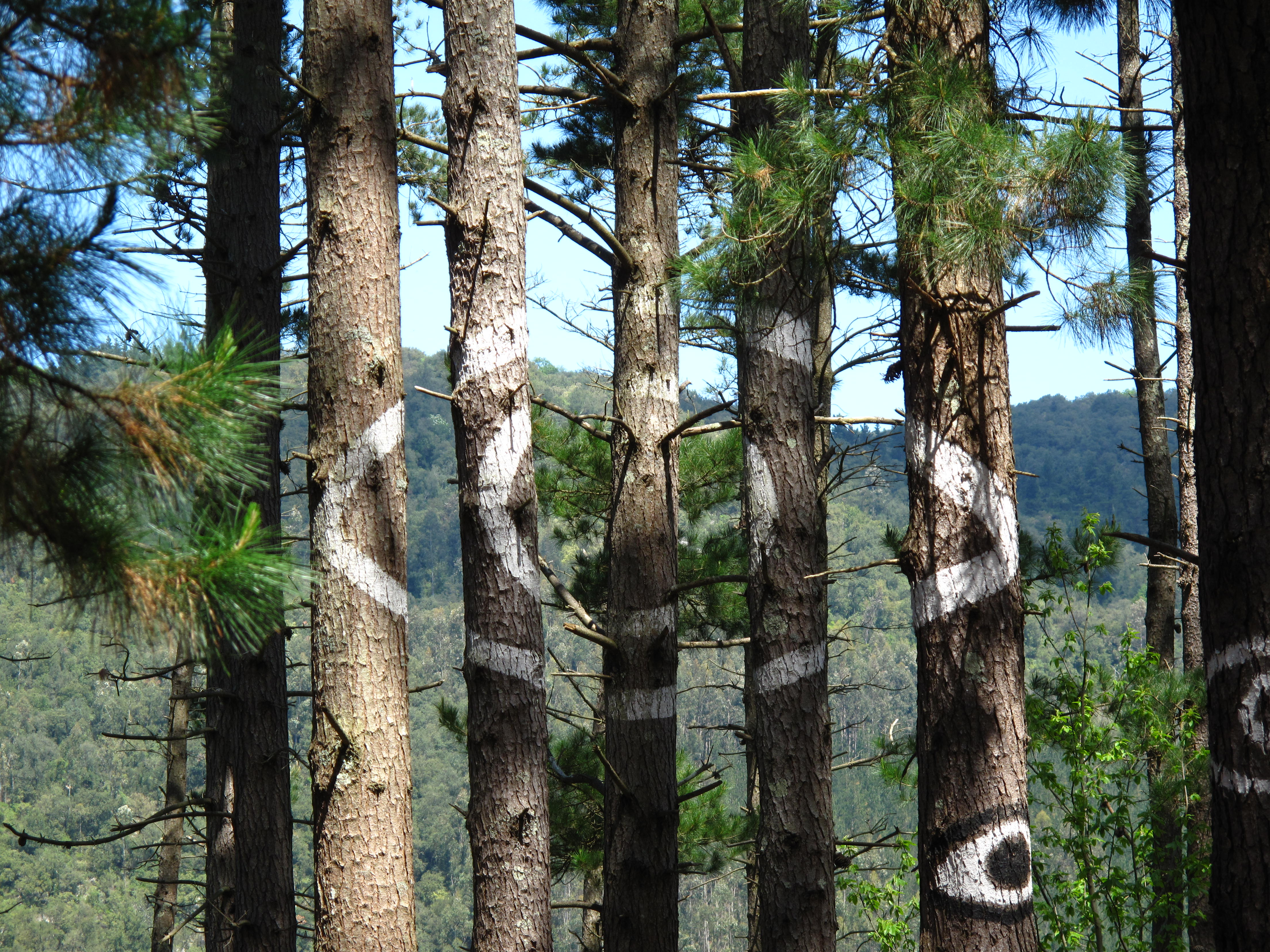
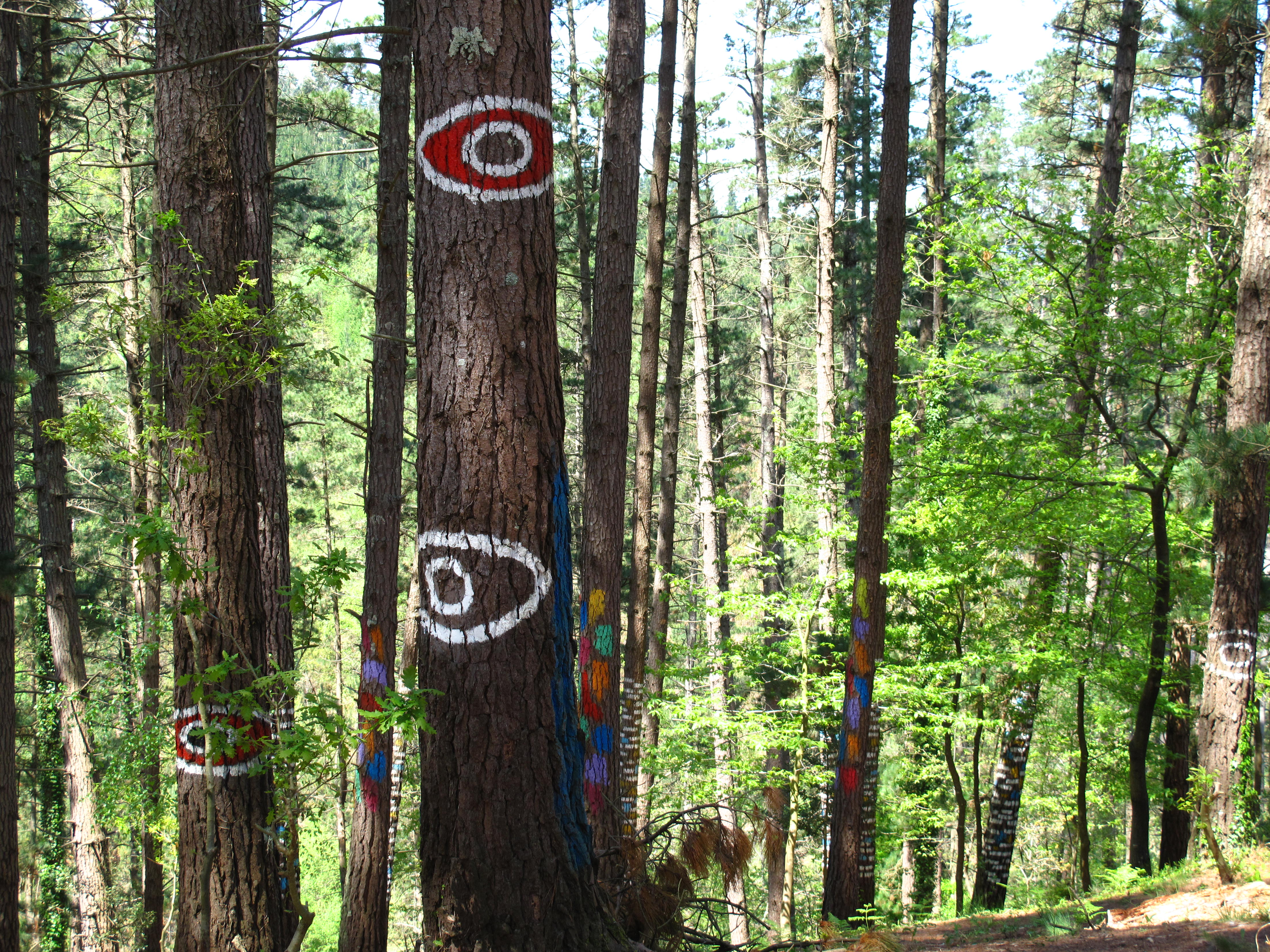

### Totems

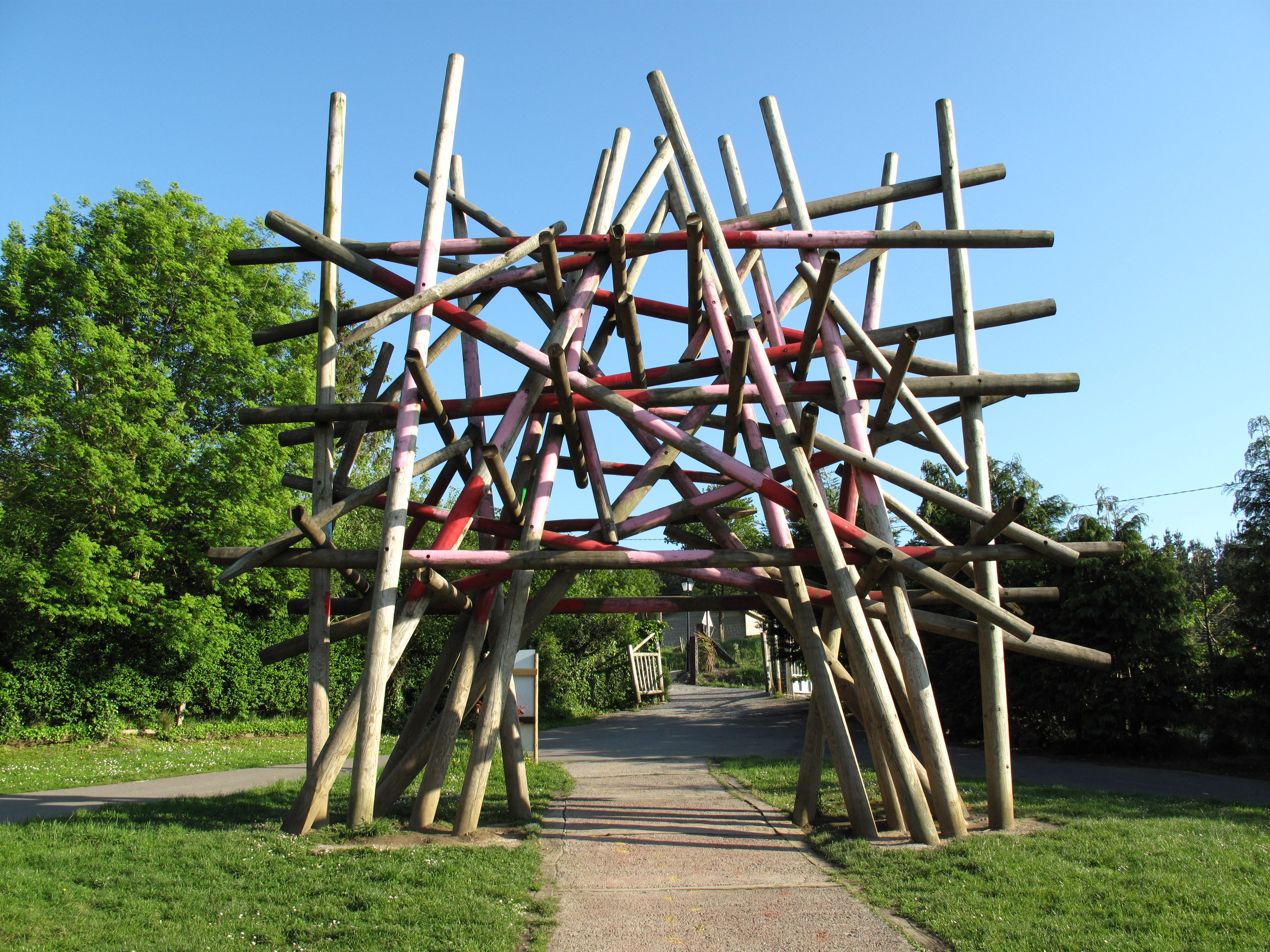
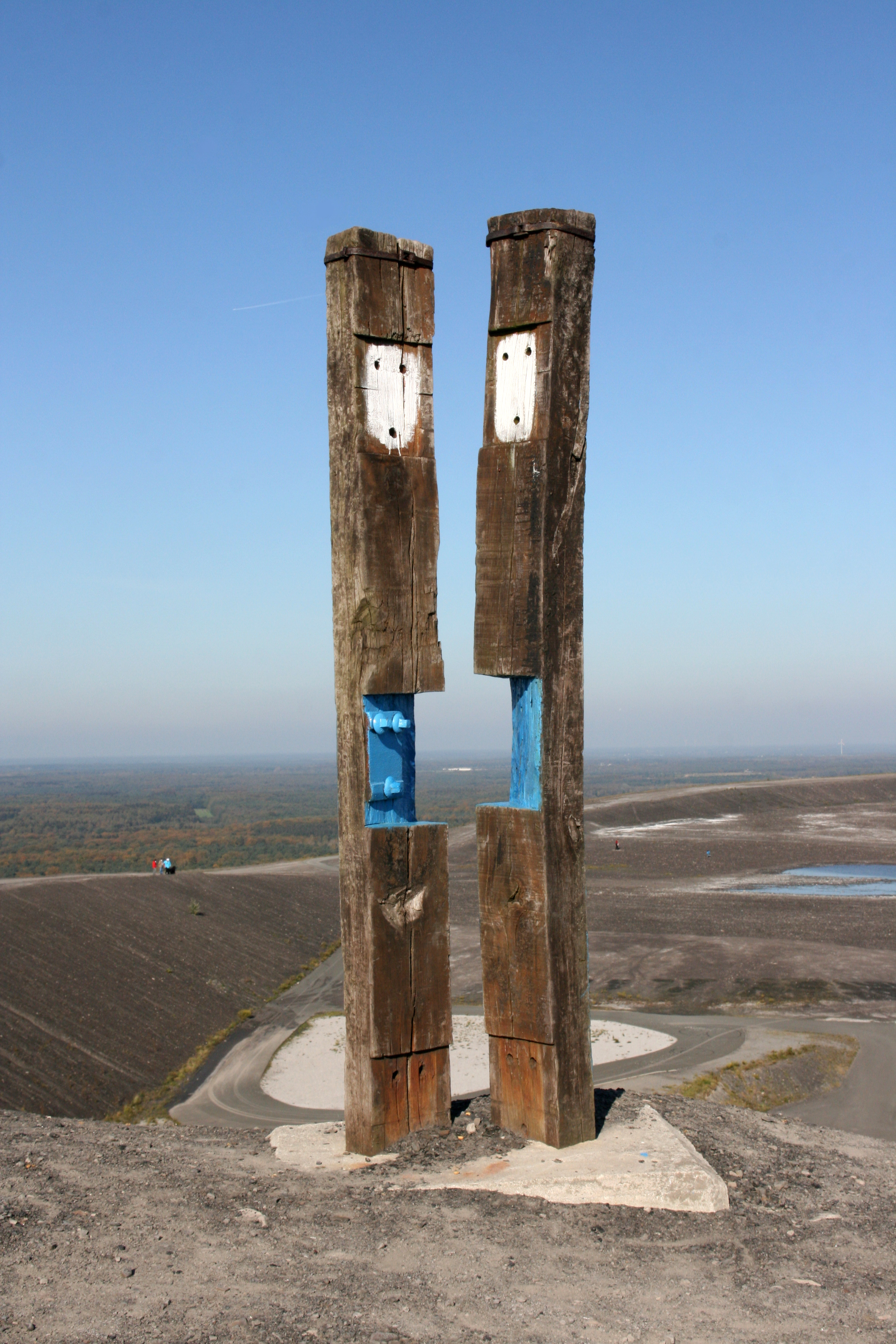
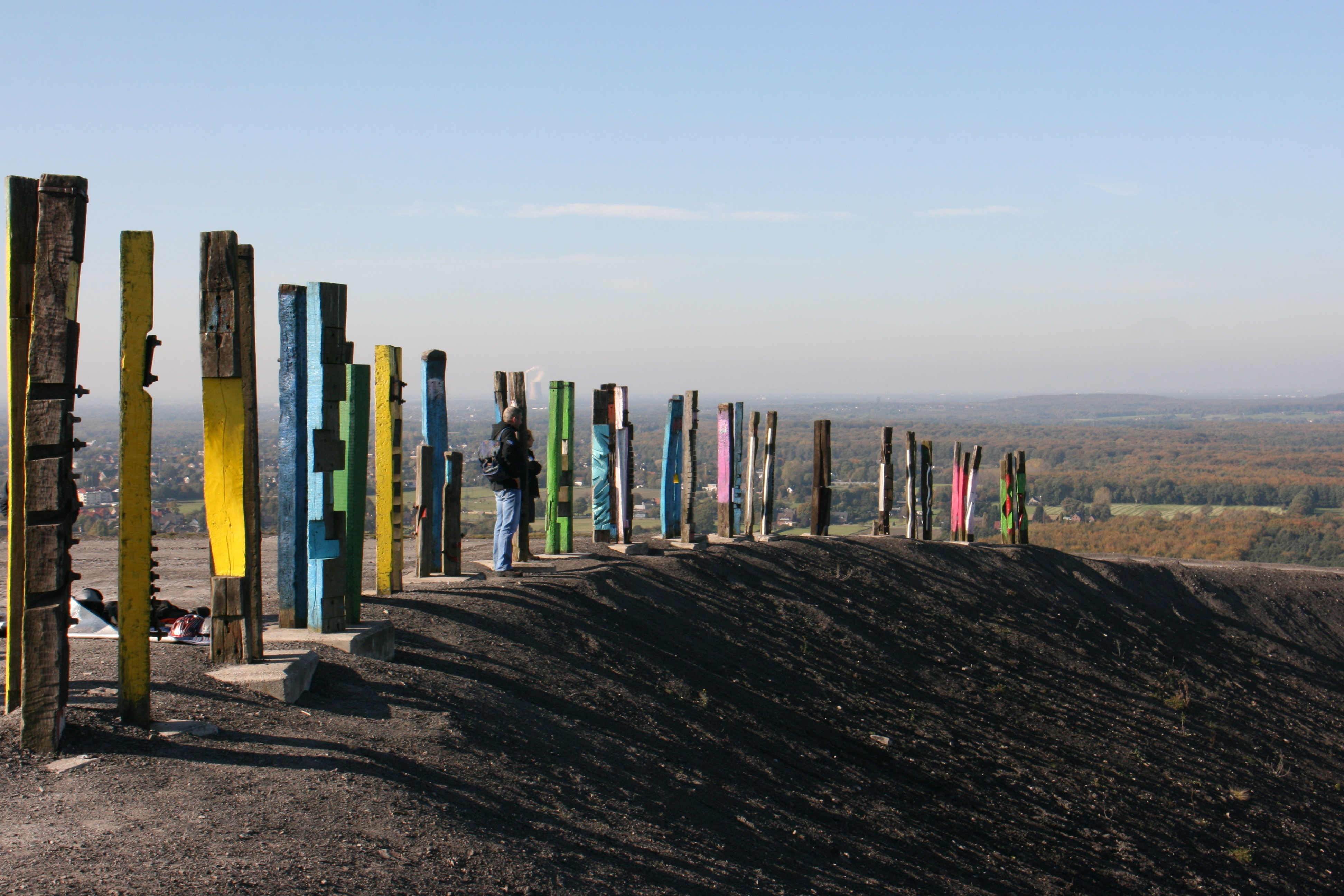